# 壯武國
壯武國，中國西晉時設置的郡級封國。
晉惠帝元康年間（291年—299年）分城陽郡壯武等縣置壯武國，封張華為壯武公。永康元年（300年），張華被趙王司馬倫殺害，壯武國併入城陽郡。

## 出處
1. ↑  《晉書》卷36〈張華傳〉：「久之，论前后忠勋，进封壮武郡公。华十余让，中诏敦譬，乃受。」
2. ↑  《晉書》卷28〈五行中〉：「是月，壮武国有桑化为柏，而张华遇害。壮武，华之封邑也。
3. ↑   參: